# 51-й Нью-Йоркский пехотный полк
51-й Нью-Йоркский пехотный полк (51st New York Volunteer Infantry Regiment, так же Shepard Rifles) — представлял собой один из пехотных полков армии Союза во время Гражданской войны в США. Полк прошёл все сражения Гражданской войны на востоке от сражения при Роанок-Айленд до осады Петерсберга и некоторые сражения в Кентукки. Полк участвовал в штурме моста Бернсайда при Энтитеме, и в бою у Воронки.

## Формирование
Полк был сформирован в Нью-Йорке 11 октября 1861 года в результате сведения отдельных рот. Рота Shepard Rifles полковника Ферреро была объединена с ротой New York Rifles (полковника Легендра), а затем с ротой Union Rifles. Затем была добавлена рота Mechanic Rifles, которая стала ротой С, и рота U. S. Voltigeurs полковника Альберта Рамсей. се рядовые полка были набраны в Нью-Йорке и приняты на службу в федеральную армию между 27 июля и 23 октября 1861 года сроком на 3 года. Первым командиром полка стал полковник Эдвард Ферреро, подполковником — Роберт Поттер, и майором — Чарльз Легендер.

## Боевой путь
29 октября полк покинул штат и прибыл в Аннаполис, где простоял до конца года. В январе 1862 полк был включён в северокаролинский экспедиционный корпус Бернсайда и принял участие в Северокаролинской экспедиции. 8 февраля полк участвовал в сражении при Роанок-Айленд, где потерял 3 убитыми, 11 ранеными и 9 пропавшими без вести. До начала марта полк простоял на Роанок-Айленд, а 11 марта был переведён к Ньюберну, где 14 марта был задействован в сражении при Ньюберне. В этом бою погибло 33 человека, ранен был 41 человек. Среди раненых был и подполковник Поттер.
6 июля полк был переведён в Ньюпорт-Ньюс в Вирджинии и был включён во 2-ю бригаду 2-й дивизии (Джессе Рено) IX корпуса Потомакской армии.